# 洁净肖峭
洁净肖峭（学名：Tetragnatha lauta），又名方網長腳蛛，为肖峭科肖峭属的动物。分布于日本、朝鲜、台湾岛以及中国大陆的香港等地。该物种的模式产地在日本。